# Brandenburgischer Landespokal 2012/13
Der Krombacher Pokal 2012/13 war die 23. Austragung des brandenburgischen Landespokals der Männer im Amateurfußball. Der FSV Optik Rathenow setzte sich, am 5. Juni 2013, im Finale gegen den SV Altlüdersdorf mit 5:4 n. E. durch und wurde, zum ersten Mal, Landespokalsieger. Durch diesen Sieg qualifizierte sich der FSV Optik Rathenow für den DFB-Pokal 2013/14.
Das Endspiel fand in der Sportanlage in der Gasse in Altlüdersdorf statt.

## Termine
Die Spiele des brandenburgischen Landespokals wurden an folgenden Terminen ausgetragen:
Qualifikation: 4. August 2012

1. Hauptrunde: 17. – 18. August 2012

2. Hauptrunde: 7. – 8. September 2012

Achtelfinale: 12. – 14. Oktober 2012

Viertelfinale: 24. April 2013

Halbfinale: 29. – 31. Mai 2013

Finale: 5. Juni 2013

## Teilnehmende Mannschaften
Für den Brandenburgischen Landespokal 2012/13 qualifizierten sich alle brandenburgischen Mannschaften der 3. Liga, Regionalliga Nordost, Oberliga Nordost, Brandenburg-Liga, Landesliga, sowie die 17 Kreispokalsieger. Ausnahme sind zweite Mannschaften höherklassiger Vereine.
Folgende Mannschaften nahmen in diesem Jahr am Brandenburgischen Landespokal teil (In Klammern ist die Ligaebene angegeben, in der der Verein spielt):
| 3. Liga brandenburgische Vertreter der Saison 2012/13 | Regionalliga Nordost brandenburgische Vertreter der Saison 2012/13 | Oberliga Nordost brandenburgische Vertreter der Saison 2012/13                                                                                               | Brandenburg-Liga 16 Vertreter der Saison 2012/13 | Landesliga Staffel Nord 16 Vertreter der Saison 2012/13 | Landesliga Staffel Süd 13 Vertreter der Saison 2012/13 |
| SV Babelsberg 03 (3L) | FSV Optik Rathenow (RL)                                            | FSV 63 Luckenwalde (OL) FSV Union Fürstenwalde (OL) Brandenburger SC Süd 05 (OL) SV Altlüdersdorf (OL) RSV Waltersdorf 1909 (OL) SG Blau-Gelb Laubsdorf (OL) | FC Strausberg (VL) Märkischer SV 1919 Neuruppin (VL) SV Falkensee-Finkenkrug (VL) TuS 1896 Sachsenhausen (VL) Werderaner FC Viktoria 1920 (VL) SC Eintracht Miersdorf/Zeuthen (VL) SV Germania 90 Schöneiche (VL) FV Preussen Eberswalde (VL) 1. FC Frankfurt (VL) SV Victoria Seelow (VL) FC 98 Hennigsdorf (VL) FC Stahl Brandenburg (VL) Breesener SV Guben Nord (VL) FC Schwedt 02 (VL) Ludwigsfelder FC (VL) Eisenhüttenstädter FC Stahl (VL) | Oranienburger FC Eintracht 1901 (LL) MSV 19 Rüdersdorf (LL) Schönwalder SV 53 (LL) RSV Eintracht 1949 (LL) SV Blau-Weiß Petershagen-Eggersdorf (LL) SV Schwarz-Rot Neustadt (Dosse) (LL) FK Hansa Wittstock 1919 (LL) FSV Forst Borgsdorf (LL) Prenzlauer SV Rot-Weiß (LL) FV Erkner 1920 (LL) SC Oberhavel Velten (LL) SC Victoria 1914 Templin (LL) TSV Chemie Premnitz (LL) 1.FV Stahl Finow (LL) BSC Rathenow 1994 (LL) SV Rot-Weiß Kyritz (LL) | VfB Hohenleipisch (LL) SV Wacker 09 Cottbus Ströbitz (LL) SG Burg (LL) BSC Preußen 07 Blankenfelde-Mahlow (LL) FSV Glückauf Brieske-Senftenberg (LL) SG Groß Gaglow (LL) FV Blau-Weiß 90 Briesen/Mark (LL) 1.FC Guben (LL) Neuzeller SV 1922 (LL) SG Michendorf (LL) FSV Dynamo Eisenhüttenstadt (LL) SV Grün-Weiß Lübben (LL) SV Empor Mühlberg (LL) |
| Kreispokalsieger 17 Kreispokalsieger der Saison 2011/12 |                                                                    | | | | |
| Barnim 1 1.FV Stahl Finow (LL) | Dahmeland 2 RSV Waltersdorf 1909 II (KL)                           | Elbe/Elster ESV Lok Falkenberg (KL) | Havelland SV Grün-Weiß Brieselang (LK) | Jüterbog/Luckenwalde TSV Empor Dahme (KL) | Märkisch/Oderland 3 FC Strausberg II (LK) |
| Niederlausitz VfB 1921 Krieschow (LK) | Oberhavel 4 Oranienburger FC Eintracht 1910 II (LK)                | Oder/Neiße FC Union Frankfurt (Oder) (LK) | Ostprignitz/Ruppin 5 Märkischer SV 1919 Neuruppin II (KL) | Ostuckermark FC 06 Einheit Grünow (LK) | Prignitz Pritzwalker FHV 03 (LK) |
| Senftenberg SV Germania 1910 Ruhland (LK) | Spree FV Kickers Trebus (KL)                                       | Spreewald FSV Rot-Weiß Luckau (LK) | Westhavelland Grün-Weiß Klein Kreutz (KL) | Westuckermark SV Boitzenburg (KL) | |
| Ligaebene in Klammern: • 3L = 3. Liga • RL = Regionalliga • OL = Oberliga • VL = Verbandsliga • LL = Landesliga • LK = Landesklasse • KOL = Kreisoberliga • KL = Kreisliga |                                                                    | | | | |

## Spielmodus
Der brandenburgische Landespokal 2012/13 wurde im K.-o.-System ausgetragen. Es wird zunächst versucht, in 90 Minuten einen Gewinner auszuspielen. Sollte es danach unentschieden stehen, kommt es wie in anderen Pokalwettbewerben zu einer dreißigminütigen Verlängerung. Sollte danach immer noch kein Sieger feststehen, wird dieser dann im Elfmeterschießen nach dem bekannten Muster ermittelt.

## Qualifikation
In der Qualifikationsrunde trafen 12 der 17 Kreispokalsieger aufeinander.
Die Vereine SV Grün-Weiß Brieselang, TSV Empor Dahme, FC Union Frankfurt (Oder), SV Union Neuruppin und der Pritzwalker FHV 03 erhielten, für die Qualifikationsrunde, je ein Freilos.
| Datum      |                             | Ergebnis  |                               |
| ---------- | --------------------------- | --------- | ----------------------------- |
| 04.08.2012 | SG Union Klosterfelde (LK)  | 1:0       | FC 06 Einheit Grünow (LK)     |
| 04.08.2012 | SV Boitzenburg (KL)         | 2:7       | SV 1920 Zehdenick (LK)        |
| 04.08.2012 | FSV Rot-Weiß Luckau (LK)    | 0:3 n. V. | VfB 1921 Krieschow (LK)       |
| 04.08.2012 | Golzower SV (KL)            | 2:4 n. V. | FV Kickers Trebus (KL)        |
| 04.08.2012 | Grün-Weiß Klein Kreutz (KL) | 1:3 n. V. | SG Großziethen (LK)           |
| 04.08.2012 | ESV Lok Falkenberg (KL)     | 0:1       | SV Germania 1910 Ruhland (LK) |

## 1. Hauptrunde
An der 1. Hauptrunde nahmen die Sieger der Qualifikationsrunde und die restlichen 58 Mannschaften teil.
| Datum      |                                          | Ergebnis              |                                      |
| ---------- | ---------------------------------------- | --------------------- | ------------------------------------ |
| 04.08.2012 | TSV Chemie Premnitz (LL)                 | 0:3                   | SV Falkensee-Finkenkrug (VL)         |
| 17.08.2012 | SG Union Klosterfelde (LK)               | 1:1 n. V. (2:0 i. E.) | Oranienburger FC Eintracht 1901 (VL) |
| 17.08.2012 | SV Blau Weiß Petershagen/Eggersdorf (LL) | 4:2                   | FV Preussen Eberswalde (VL)          |
| 17.08.2012 | SV Rot-Weiß Kyritz (LL)                  | 0:1                   | Märkischer SV 1919 Neuruppin (VL)    |
| 18.08.2012 | SC Victoria 1914 Templin (LL)            | 1:4                   | SV Altlüdersdorf (OL)                |
| 18.08.2012 | SV 1920 Zehdenick (LK)                   | 3:1                   | FC Schwedt 02 (VL)                   |
| 18.08.2012 | VfB 1921 Krieschow (LK)                  | 3:2                   | SV Grün-Weiß Lübben (LL)             |
| 18.08.2012 | FV Kickers Trebus (KL)                   | 0:4                   | FV Blau-Weiß 90 Briesen/Mark (LL)    |
| 18.08.2012 | SG Großziethen (LK)                      | 3:5                   | Ludwigsfelder FC (VL)                |
| 18.08.2012 | SV Germania 1910 Ruhland (LK)            | 0:4                   | SV Wacker 09 Cottbus Ströbitz (LL)   |
| 18.08.2012 | SV Grün-Weiß Brieselang (LK)             | 3:1                   | RSV Eintracht 1949 (LL)              |
| 18.08.2012 | FC Union Frankfurt (Oder) (LK)           | 0:3                   | Eisenhüttenstädter FC Stahl (VL)     |
| 18.08.2012 | SV Union Neuruppin (LK)                  | 4:2                   | FSV Forst Borgsdorf (KL)             |
| 18.08.2012 | Pritzwalker FHV 03 (LK)                  | 2:4                   | BSC Rathenow 1994 (LL)               |
| 18.08.2012 | Prenzlauer SV Rot-Weiß (LL)              | 0:2                   | TuS 1896 Sachsenhausen (VL)          |
| 18.08.2012 | SV Schwarz-Rot Neustadt (Dosse) (LL)     | 0:3                   | SV Babelsberg 03 (3L)                |
| 18.08.2012 | 1.FV Stahl Finow (LL)                    | 0:3                   | FC 98 Hennigsdorf (VL)               |
| 18.08.2012 | Schönwalder SV 53 (LL)                   | 2:5                   | FC Strausberg (VL)                   |
| 18.08.2012 | MSV 19 Rüdersdorf (LL)                   | 0:1                   | Werderaner FC Viktoria 1920 (VL)     |
| 18.08.2012 | FK Hansa Wittstock 1919 (LL)             | 1:4                   | Brandenburger SC Süd 05 (OL)         |
| 18.08.2012 | SC Oberhavel Velten (LL)                 | 1:3                   | FSV Optik Rathenow (RL)              |
| 18.08.2012 | SG Burg (LL)                             | 2:1                   | SV Germania 90 Schöneiche (VL)       |
| 18.08.2012 | TSV Empor Dahme (KL)                     | 1:3                   | FC Stahl Brandenburg (VL)            |
| 18.08.2012 | SG Michendorf (LL)                       | 0:8                   | RSV Waltersdorf 1909 (OL)            |
| 18.08.2012 | 1.FC Guben (LL)                          | 1:2                   | FSV Union Fürstenwalde (RL)          |
| 18.08.2012 | SG Groß Gaglow (LL)                      | 0:4                   | 1. FC Frankfurt (VL)                 |
| 18.08.2012 | FSV Glückauf Brieske-Senftenberg (LL)    | 0:3                   | Breesener SV Guben Nord (VL)         |
| 18.08.2012 | Neuzeller SV 1922 (LL)                   | 3:6                   | FV Erkner 1920 (LL)                  |
| 18.08.2012 | FSV Dynamo Eisenhüttenstadt (LL)         | 1:4 n. V.             | SV Victoria Seelow (VL)              |
| 18.08.2012 | VfB Hohenleipisch 1912 (LL)              | 0:4                   | FSV 63 Luckenwalde (OL)              |
| 18.08.2012 | BSC Preußen 07 Blankenfelde-Mahlow (LL)  | 4:1                   | SG Blau-Gelb Laubsdorf (OL)          |
| 18.08.2012 | SV Empor Mühlberg (LL)                   | 1:2                   | SC Eintracht Miersdorf/Zeuthen (VL)  |

## 2. Hauptrunde
An der 2. Hauptrunde nahmen die 32 Sieger der 1. Hauptrunde teil.
| Datum      |                                     | Ergebnis |                                          |
| ---------- | ----------------------------------- | -------- | ---------------------------------------- |
| 07.09.2012 | FV Erkner 1920 (LL)                 | 0:1      | Eisenhüttenstädter FC Stahl (VL)         |
| 07.09.2012 | SV Victoria Seelow (VL)             | 1:4      | SV Babelsberg 03 (3L)                    |
| 07.09.2012 | Werderaner FC Viktoria 1920 (VL)    | 2:5      | FSV Union Fürstenwalde (RL)              |
| 08.09.2012 | SV Union Neuruppin (LK)             | 0:5      | FSV Optik Rathenow (RL)                  |
| 08.09.2012 | SV Wacker 09 Cottbus Ströbitz (LL)  | 0:1      | Ludwigsfelder FC (VL)                    |
| 08.09.2012 | BSC Rathenow 1994 (LL)              | 2:3      | FSV 63 Luckenwalde (OL)                  |
| 08.09.2012 | Märkischer SV 1919 Neuruppin (VL)   | 4:2      | Brandenburger SC Süd 05 (OL)             |
| 08.09.2012 | SV Falkensee-Finkenkrug (VL)        | 0:1      | RSV Waltersdorf 1909 (OL)                |
| 08.09.2012 | SV Grün-Weiß Brieselang (LK)        | 1:3      | FC Stahl Brandenburg (VL)                |
| 08.09.2012 | SV 1920 Zehdenick (LK)              | 1:4      | SV Blau Weiß Petershagen/Eggersdorf (LL) |
| 08.09.2012 | SG Burg (LL)                        | 1:4      | 1. FC Frankfurt (VL)                     |
| 08.09.2012 | VfB 1921 Krieschow (LK)             | 0:3      | BSC Preußen 07 Blankenfelde-Mahlow (LL)  |
| 08.09.2012 | TuS 1896 Sachsenhausen (VL)         | 3:0      | FC 98 Hennigsdorf (VL)                   |
| 08.09.2012 | SC Eintracht Miersdorf/Zeuthen (VL) | 2:1      | Breesener SV Guben Nord (VL)             |
| 08.09.2012 | SG Union Klosterfelde (LK)          | 01:10    | SV Altlüdersdorf (OL)                    |
| 08.09.2012 | FV Blau-Weiß 90 Briesen/Mark (LL)   | 0:2      | FC Strausberg (VL)                       |

## Achtelfinale
Am Achtelfinale nahmen die 16 Sieger der 2. Hauptrunde teil.
| Datum      |                                          | Ergebnis |                                  |
| ---------- | ---------------------------------------- | -------- | -------------------------------- |
| 12.10.2012 | FC Strausberg (VL)                       | 6:2      | 1. FC Frankfurt (VL)             |
| 13.10.2012 | SV Blau Weiß Petershagen/Eggersdorf (LL) | 1:2      | FC Stahl Brandenburg (VL)        |
| 13.10.2012 | SC Eintracht Miersdorf/Zeuthen (VL)      | 2:3      | SV Altlüdersdorf (OL)            |
| 13.10.2012 | Märkischer SV 1919 Neuruppin (VL)        | 0:1      | FSV Optik Rathenow (RL)          |
| 13.10.2012 | BSC Preußen 07 Blankenfelde-Mahlow (LL)  | 6:3      | Ludwigsfelder FC (VL)            |
| 13.10.2012 | TuS 1896 Sachsenhausen (VL)              | 4:3      | Eisenhüttenstädter FC Stahl (VL) |
| 14.10.2012 | FSV Union Fürstenwalde (RL)              | 1:0      | RSV Waltersdorf 1909 (OL)        |
| 14.10.2012 | FSV 63 Luckenwalde (OL)                  | 1:3      | SV Babelsberg 03 (3L)            |

## Viertelfinale
Am Viertelfinale nahmen die acht Sieger des Achtelfinales teil.
| Datum      |                                         | Ergebnis |                             |
| ---------- | --------------------------------------- | -------- | --------------------------- |
| 24.04.2013 | FC Strausberg (VL)                      | 1:7      | SV Altlüdersdorf (OL)       |
| 24.04.2013 | BSC Preußen 07 Blankenfelde-Mahlow (LL) | 0:4      | FSV Optik Rathenow (RL)     |
| 24.04.2013 | FC Stahl Brandenburg (VL)               | 0:4      | FSV Union Fürstenwalde (RL) |
| 08.05.2013 | TuS 1896 Sachsenhausen (VL)             | 1:0      | SV Babelsberg 03 (3L)       |

## Halbfinale
Am Halbfinale nahmen die vier Sieger des Viertelfinales teil.
| Datum      |                             | Ergebnis |                             |
| ---------- | --------------------------- | -------- | --------------------------- |
| 29.05.2013 | TuS 1896 Sachsenhausen (VL) | 1:4      | FSV Optik Rathenow (RL)     |
| 31.05.2013 | SV Altlüdersdorf (OL)       | 3:1      | FSV Union Fürstenwalde (RL) |

## Finale
| SV Altlüdersdorf                                                      | SV Altlüdersdorf | FSV Optik Rathenow | FSV Optik Rathenow |
| --------------------------------------------------------------------- | --- | --- | ------------------ |
| SV Altlüdersdorf                                                      | \| 5. Juni 2013 um 18:30 Uhr in Altlüdersdorf (Sportanlage in der Gasse) \| \| Ergebnis: 1:1 n. V. (1:1, 0:0) 3:4 i. E. \| \| Zuschauer: 1.132 \| \| Schiedsrichter: Christopher Musick \| \| Spielbericht \|                                                                    | \| 5. Juni 2013 um 18:30 Uhr in Altlüdersdorf (Sportanlage in der Gasse) \| \| Ergebnis: 1:1 n. V. (1:1, 0:0) 3:4 i. E. \| \| Zuschauer: 1.132 \| \| Schiedsrichter: Christopher Musick \| \| Spielbericht \|                                                                             | FSV Optik Rathenow |
| SV Altlüdersdorf                                                      | Robert Schelenz – Steven Russow, Koray Yesilli, Ronny Ermel, Zvonimir Penava – Özgür Özvatan , Sebastian Lentner (90. Armand Deugoue Leugoue) – Emre Demir, Sven Marten (116. Garth Juckem) – Ibrahima Sory Cisse, Thomas Brechler (80. Kemal Atici) Cheftrainer: Ersan Parlatan | Marcel Subke – Petrus Baldes, Damir Coric, Patrik Scholz , Mario Manu Delvalle Silva – Leon Hellwig (64. Vasilios Tsiatouchas), Jerome Leroy – Moris Fikic (97. Daniel Pfefferkorn), Hakan Cankaya, Süleyman Kapan (115. Kevin Daniel Owczarek) – Murat Turhan Cheftrainer: Ingo Kahlisch | FSV Optik Rathenow |
| SV Altlüdersdorf                                                      | 1:0 Ibrahima Sory Cisse (70.) | 1:1 Murat Turhan (75.) | FSV Optik Rathenow |
| SV Altlüdersdorf                                                      | Elfmeterschießen | | FSV Optik Rathenow |
| SV Altlüdersdorf                                                      | Ronny Ermel 1:0 Garth Juckem Emre Demir 2:2 Zvonimir Penava 3:3 Özgür Özvatan | Damir Coric 1:1 Murat Turhan 1:2 Hakan Cankaya 2:3 Vasilios Tsiatouchas 3:4 Patrik Scholz | FSV Optik Rathenow |
| SV Altlüdersdorf                                                      | Ronny Ermel, Özgür Özvatan, Armand Deugoue Leugoue | Damir Coric, Leon Hellwig, Jerome Leroy | FSV Optik Rathenow |
| 5. Juni 2013 um 18:30 Uhr in Altlüdersdorf (Sportanlage in der Gasse) | | |                    |
| Ergebnis: 1:1 n. V. (1:1, 0:0) 3:4 i. E.                              | | |                    |
| Zuschauer: 1.132                                                      | | |                    |
| Schiedsrichter: Christopher Musick                                    | | |                    |
| Spielbericht                                                          | | |                    |

## Beste Torschützen
Nachfolgend sind die besten Torschützen des brandenburgischen Landespokals aufgeführt.
| Rang | Spieler             | Klub                                | Tore |
| ---- | ------------------- | ----------------------------------- | ---- |
| 1    | Thomas Brechler     | SV Altlüdersdorf                    | 6    |
|      | Hassan Berjaoui     | BSC Preußen 07 Blankenfelde-Mahlow  | 6    |
| 2    | Silvan Küter        | FC Strausberg                       | 5    |
|      | Ibrahima Sory Cisse | SV Altlüdersdorf                    | 5    |
| 3    | Dennis Kutrieb      | RSV Waltersdorf 09                  | 4    |
|      | Rene Goerisch       | Brandenburger SC Süd 05             | 4    |
|      | Sebastian May       | SV Blau-Weiß Petershagen-Eggersdorf | 4    |
|      | Sebastian Läser     | SV Altlüdersdorf                    | 4    |

## Der Landespokalsieger im DFB-Pokal 2013/14
| Datum      | Heim                    | Ergebnis  | Auswärts           | Runde         |
| ---------- | ----------------------- | --------- | ------------------ | ------------- |
| 04.08.2013 | FSV Optik Rathenow (RL) | 1:3 n. V. | FSV Frankfurt (2L) | 1. Hauptrunde |